# Щорічна відпустка
Щорічна відпустка, також відома як законна відпустка, — це період оплачуваної відпустки, який роботодавець надає працівникам для використання на будь-яке бажання працівника. Залежно від політики роботодавця може бути запропонована різна кількість днів, і від працівника може вимагатися певний час попереднього повідомлення, можливо, йому доведеться узгоджувати дії з роботодавцем, щоб переконатися, що персонал доступний під час відсутності працівника, а також інші вимоги можуть бути виконані. Переважна більшість країн сьогодні законодавчо встановлює мінімальну кількість оплачуваної щорічної відпустки.
Серед великих держав Китай вимагає щонайменше п’яти днів оплачуваної щорічної відпустки, а Індія вимагає двох днів оплачуваної відпустки за кожен відпрацьований місяць. Сполучені Штати не вимагають мінімальної оплачуваної відпустки, розглядаючи її як пільгу, а не як право.